# Prétear
Prétear (新白雪姫伝説プリーティア, Shin Shirayuki-hime Densetsu Pretear, litt. : Prétear - La nouvelle légende de Blanche-Neige), est un  manga et un anime. L'histoire est écrite par Junichi Satou, et dessinée par Kaori Naruse.
Le manga, en quatre tomes, est édité en français par Taifu Comics.
L'anime est licencié par l'éditeur Dybex en quatre volumes. Un coffret collector est également disponible.

## Synopsis
L'action se déroule dans une ville appelée « Hojo City » étant créée par le groupe financier Hojo. 
Himeno Awayuki est une jeune fille qui vient d'entrer au lycée et dont le père, un écrivain populaire, s'est remarié le mois dernier avec une jeune femme très riche et stricte, Natsue. Himeno essaie de s'habituer à sa nouvelle vie malgré les mauvaises blagues de Mayune, sa demi-sœur prétendant qu'elle n'est pas éduquée.
Alors qu'elle prend un raccourci pour aller au lycée, Himeno voit de la neige rouge et tombe sur un jeune homme avec qui elle se dispute violemment. En rentrant chez elle, déprimée par les rumeurs sur elle, la jeune adolescente rencontre quatre jeunes hommes et trois enfants dont celui de ce matin. Tous disent être les chevaliers du Leafe (l'équivalent de l'énergie vitale) et que Himeno est la princesse Prétear.
Ils lui expliquent qu'une entité maléfique nommée Fenryl est derrière cela et que celle-ci veut le Leafe pour avoir plus de pouvoirs et surtout qu'ils ont besoin d'elle car leur pouvoir est limité.

## Personnages

### Personnages principaux
Himeno Awayuki
Jeune lycéenne de 16 ans qui se voit devenir la nouvelle Pretear.
Hayate
Chevalier de la Leafe du vent.
Sasame
Chevalier de la Leafe du son.
Go
Chevalier de la Leafe du feu.
Kei
Chevalier de la Leafe de la lumière.
Mannen
Chevalier de la Leafe de glace.
Hajime
Chevalier de la Leafe de l'eau.
Shin
Chevalier de la Leafe des plantes.

### Personnages secondaires
Kaoru Awayuki
Père de Himeno
Natsue Hojo
Belle-mère de Himeno et mère de Mayune et Mawata
Mayune Hojo
Belle-sœur de Himeno, elle fait tout pour l'embêter
Mawata Hojo
Belle-sœur de Himeno, elle est extrêmement renfermée.
Takako
Servante chez les Hojo, elle est en fait Saihi, la princesse de la destruction. 

## Anime
Le manga a été adapté en anime de 13 épisodes réalisés par Kiyoko Sayama et diffusé au Japon en 2001.

### Épisodes
1. Le vent du destin
2. Laisse-moi écouter ton cœur
3. La voie de Pretear
4. Promesses sous le soleil
5. Le sourire des ténèbres
6. Le secret rouge
7. Je ne peux plus protéger personne
8. Le réveil
9. Mélodie perdue
10. Les sentiments de Sasame
11. Le désespoir
12. Un peu de chaleur
13. La Pretear Blanche